# Herdershond
Herdershonden zijn honden die gefokt zijn voor het werken met vee. Er wordt onderscheid gemaakt tussen honden voor het drijven, het hoeden en kuddebewakingshonden zoals de Karpatische herdershond of de patou. Voor die laatste groep, zie Berghond. 

## Drijven en hoeden

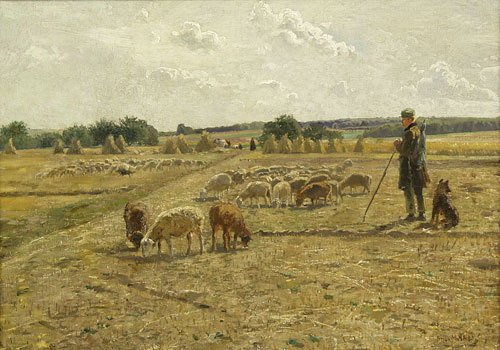
Herdersjongen met hond, ca. 1900

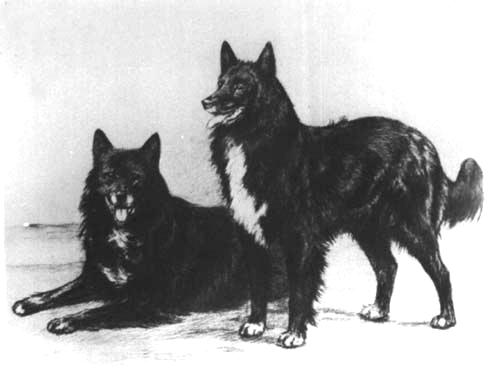
Oorspronkelijke Belgische herders

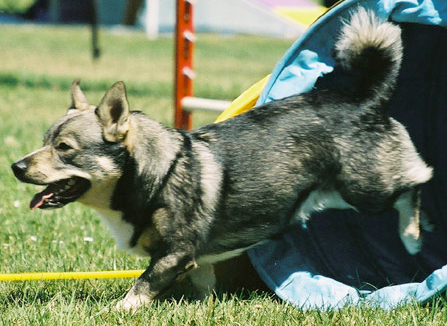
Vallhund: een heeler

Als een herdershond vooral rond de kudde werkt, heet dat hoeden. De herder zelf zal voorop lopen of eveneens de kudde volgen. Ook kan de hond een kudde die zich op soms grote afstand bevindt naar de herder toe drijven. In ieder geval wordt bij het drijven het vee snel verplaatst. 
Bij het hoeden in enge zin moet de hond ervoor zorgen dat een grazende kudde bijeen blijft, binnen door de herder aangegeven grenzen. De hond fungeert dan als levende omheining en kan zich ook naast de kudde bewegen. Dit is van belang als tijdens een wandeling (in het Frans parcours) met de kudde moet vermeden worden dat de schapen bijvoorbeeld in een graanveld zouden lopen. 
Het onderscheid dat de officiële rassenindeling maakt tussen herdershonden en veedrijvers heeft met het verschil tussen drijven en hoeden niet veel te maken. Veedrijvers zoals de Bouvier des Flandres zijn in dit geval zwaargebouwde honden, die niet zozeer door herders maar vooral door veehandelaren gebruikt werden. Die kochten het vee bij de boeren en dreven het naar de stad. Ze hadden soms nogal wat geld bij zich, en verteld wordt dat ze onderweg graag de herbergen aandeden. De honden moesten dus de centjes van hun baas kunnen beschermen als die daar zelf niet meer toe in staat was. 
Onder de herdershonden zijn sommige rassen eeuwenlang gebruikt om te hoeden, zoals de Duitse en Mechelse herder, de Berger de Picardie, de Bouvier des Ardennes en de groenendaeler, terwijl andere rassen beter zijn in het schapen drijven, zoals de kleinere, langharige Schotse collies en bordercollies. Collies zijn gefokt om schapen die vrij grazen in de Britse hooglanden op grote afstand op te  halen. Dit heet schapen drijven.
Als een kudde schapen over de weg verplaatst moet worden, dan moeten de schapen in de juiste richting gestuurd worden én uit de belendende akkers blijven. Dit is schapen hoeden. Goede bordercollies en kelpies kunnen zowel schapen drijven als hoeden.

## Andere indelingen
Er zijn tussen de herdershonden aanzienlijke verschillen in bouw en temperament. Deze zijn vaak verklaarbaar door de omstandigheden in de streek waaruit de honden afkomstig zijn en het vee waarmee gewerkt werd. Meestal waren dat schapen, maar het konden ook runderen, geiten of varkens zijn, soms ganzen. Runderen en varkens vragen om een krachtiger optreden dan schapen. Een hond die te timide is maakt geen indruk op de kudde, maar als de hond te hard is kan het vee in paniek raken.
Sommige rassen zijn gefokt als specialisten voor een bepaalde taak, andere zijn juist allrounders. Een klasse apart vormen de kortbenige drijfhonden voor rundvee, de heelers, die kortbenig zijn om makkelijker buiten het bereik van de runderhoeven te blijven. Deze rassen, zoals de Welsh corgi Cardigan of Welsh corgi Pembroke, hebben ook een felle aard en zullen niet aarzelen hun tanden te gebruiken.
Maar meestal hebben herders weinig waardering voor honden die bijten. De honden moeten dus op andere manieren proberen indruk te maken. Door te dreigen en uit te vallen zonder echt te bijten, door luid blaffen, of door het vee dreigend aan te staren en te grommen. Al deze eigenschappen zijn afgeleid van het natuurlijk jachtgedrag van de hond. Maar een herdershond mag niet de neiging hebben om het spoor van echt wild te volgen, dat zou hem als bewaker van de kudde onbetrouwbaar maken. Er zijn ongeveer 35 rassen die in de categorie herdershond vallen.

## Wedstrijden met herdershonden

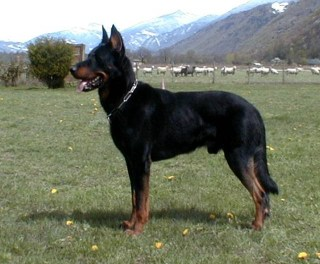
Beauceron

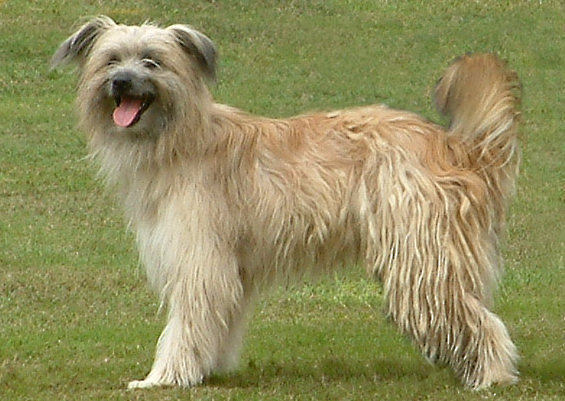
Pyrenees herdertje

Subtiel drijven door dreigend staren (eye) is kenmerkend voor de bordercollie. Dit ras neemt een bijzondere plaats in omdat het al meer dan honderd jaar gefokt wordt voor de sheepdog trials, de Britse wedstrijden in het schapen drijven. De eigenschappen die daarvoor zijn ontwikkeld maken dit ras ook zeer geschikt voor veel andere hondensporten. Bordercollies zijn gekend voor hun bijzondere gave nauwgezet instructies te kunnen opvolgen. 
Bij de trials moet de hond een klein groepje schapen, dat zich op enige afstand bevindt ophalen en naar de herder drijven (outrun en lift). Terwijl de herder steeds op de startplaats blijft, drijft de hond de schapen langs een eenvoudig parcours en wordt de kudde gesplitst (shed). Ten slotte worden de schapen in een klein omheind gebied (pen) opgesloten, een onderdeel waarbij de herder de hond helpt. Bij de beoordeling wordt zowel op de tijd als op de manier van werken gelet. 
Voor andere rassen zijn aangepaste wedstrijden ontwikkeld. Zo worden in Australië naast de field trials ook yard trials gehouden om het werk met grotere groepen schapen op beperkt terrein te beoordelen. Kenmerkend is de eigenschap van de kelpie om boven op de dicht opeengepakte groepen schapen te werken (backing). 
Ook bij de wedstrijden voor Franse en Duitse herders worden grotere groepen schapen, van 50 tot zelfs 200 stuks, gebruikt. De nadruk ligt daarbij meer op het hoeden dan op het drijven. Hond en herder moeten samen de kudde over een ingewikkeld parcours leiden, langs een akker, over een brug en over een kruispunt. Verder wordt het ruimer en compacter weiden van de schapen beoordeeld. In Duitsland worden doorgaans twee honden tegelijk gebruikt. Hoedende honden werken vooral op eigen initiatief en krijgen maar beperkte instructies.

## Herdershonden als huishond
Herdershonden zijn gefokt om nauw met hun baas samen te werken. Ze zijn niet noodzakelijkerwijs intelligenter dan andere rassen, maar wel bijzonder goed opvoedbaar. Daarom zijn herdershonden ook voor veel andere taken geschikt. Bekend is de inzet van Duitse, Hollandse en Mechelse herders als politie- of waakhond. Vroeger werden deze rassen ook veel gebruikt als blindengeleidehond, maar daarvoor worden tegenwoordig vooral de wat zachtaardigere golden retrievers, labradors en Zwitserse witte herders ingezet.
De nauwe band met de baas maakt de herdershond tot een aantrekkelijke huishond. Maar er moet wel rekening mee gehouden worden dat sommige rassen wat scherp kunnen zijn en dat herdershonden niet altijd zijn ingesteld op het leven met kinderen of andere honden. Verder zullen juist de beste werkende rassen zich als huishond al snel vervelen, onrustig worden en hun eigen (ongewenste) bezigheden gaan zoeken. 
De FCI heeft voor de herdershonden groep 1 gereserveerd, een aantal rassen vinden we echter terug in groep 5: Lijst van hondenrassen.